# Hongkong op de Olympische Zomerspelen 1976
Hongkong nam deel aan de Olympische Zomerspelen 1976 in Montréal, Canada. Net als bij de zes eerdere deelnames werd geen medaille gewonnen.

## Deelnemers en resultaten

### Judo
| Olympiër       | Discipline | Resultaat | Prestatie                      |
| -------------- | ---------- | --------- | ------------------------------ |
| Mok Cheuk Wing | -70kg (m)  | 19e       | 1ste ronde: V van AUS Van Hoek |

### Kanovaren
| Olympiër                                        | Discipline    | Resultaat | Prestatie                                             |
| ----------------------------------------------- | ------------- | --------- | ----------------------------------------------------- |
| Ng Tsuen Man                                    | K-1 500m (m)  | 18e       | serie 2: 6de in 2.18,31 herkansingen: 5de in 2.07,25  |
| Mak Chi Wai                                     | K-1 1000m (m) | 19e       | serie 1: 7de in 4.54,89 herkansingen: 4de in 4.42,38  |
| Ng Hin Wan Hui Cheong                           | K-2 500m (m)  | 21e       | serie 3: 7de in 2.08,70 herkansingen: 5de in 2.06,42  |
| Ng Hin Wan Hui Cheong                           | K-2 1000m (m) | 24e       | serie 1: 8ste in 4.22,64 herkansingen: 5de in 4.17,25 |
| Kwan Honk Wai Mak Chi Wai Ng Tsuen Man John Wai | K-4 1000m (m) | 20e       | serie 2: 7de in 3.55,72 herkansingen: 6de in 3.53,75  |

### Schermen
| Olympiër                                                | Discipline      | Resultaat | Prestatie                                    |
| ------------------------------------------------------- | --------------- | --------- | -------------------------------------------- |
| Denis Cunningham                                        | degen (m)       | 63e       | 1ste ronde groep 11: 6de met 0 overwinningen |
| Chan Wan Hei "Matthew"                                  | degen (m)       | 64e       | 1ste ronde groep 12: 6de met 0 overwinningen |
| Kam Wai Leung "Roger"                                   | degen (m)       | 60e       | 1ste ronde groep 5: 5de met 0 overwinningen  |
| Chan Matthew Denis Cunningham Kam Wai Leung Ng Wing Biu | degen team (m)  | 11e       | 1ste ronde groep 3: 4de met 0 overwinningen  |
| Ng Wing Biu                                             | floret (m)      | 48e       | 1ste ronde groep 2: 6de met 1 overwinning    |
| Chan Wan Hei "Matthew"                                  | floret (m)      | 50e       | 1ste ronde groep 4: 6de met 0 overwinningen  |
| Kam Wai Leung "Roger"                                   | floret (m)      | 49e       | 1ste ronde groep 1: 6de met 1 overwinning    |
| Chan Matthew Denis Cunningham Kam Wai Leung Ng Wing Biu | floret team (m) | 9e        | 1ste ronde groep 4: 4de met 0 overwinningen  |
| Kam Wai Leung "Roger"                                   | sabel (m)       | 46e       | 1ste ronde groep 4: 5de met 0 overwinningen  |

### Schietsport
| Olympiër               | Discipline          | Resultaat | Prestatie                        |
| ---------------------- | ------------------- | --------- | -------------------------------- |
| Reginald Dos Remedios  | 50m geweer liggend  | 71e       | 579 punten: (97-95-96-97-100-94) |
| Peter Rull, Sr.        | 50m geweer liggend  | 41e       | 586 punten: (95-100-98-98-97-98) |
| Camilo Pedro           | 50m pistool         | 46e       | 490 punten: (80-81-85-86-78-80)  |
| Lee Kui Nang "Solomon" | 25m snelvuurpistool | 47e       | 545 punten: (278-267)            |
| Chow Tsun Man          | skeet               | 60e       | 172 punten                       |
| Tso Hok Young          | skeet               | 68e       | 155 punten                       |

### Wielersport
| Olympiër                                              | Discipline                           | Resultaat | Prestatie                           |
| Baan                                                  | Baan                                 | Baan      | Baan                                |
| ----------------------------------------------------- | ------------------------------------ | --------- | ----------------------------------- |
| Chan Fai Lui                                          | 1.000m tijdrit (m)                   | 28e       | 1.16,957                            |
| Tang Kam Man                                          | 4.000m individuele achtervolging (m) | 24e       | kwalificatie: 24ste                 |
| Weg                                                   |                                      |           |                                     |
| Chan Fai Lui                                          | wegwedstrijd (m)                     | DNF       | niet gefinisht (→ niet geklasseerd) |
| Chan Lam Hams                                         | wegwedstrijd (m)                     | DNF       | niet gefinisht (→ niet geklasseerd) |
| Kwong Chi Yan                                         | wegwedstrijd (m)                     | DNF       | niet gefinisht (→ niet geklasseerd) |
| Tang Kam Man                                          | wegwedstrijd (m)                     | DNF       | niet gefinisht (→ niet geklasseerd) |
| Chan Fai Lui Chan Lam Hams Kwong Chi Yan Tang Kam Man | ploegentijdrit (m)                   | 26e       | 2:39.43                             |

### Zwemmen
| Olympiër             | Discipline           | Resultaat | Prestatie                  |
| -------------------- | -------------------- | --------- | -------------------------- |
| Mark Anthony Crocker | 100m vrije slag (m)  | 31e       | serie 1: 6de in 54,14      |
| Mark Anthony Crocker | 200m vrije slag (m)  | 46e       | serie 5: 6de in 2.00,81    |
| Lawrence Kwoh        | 100m vlinderslag (m) | 46e       | serie 4: 8ste in 1.02,47   |
| Lawrence Kwoh        | 200m vlinderslag (m) | DSQ       | serie 1: gediskwalificeerd |
|                      |                      |           |                            |
| Karen Robertson      | 100m vrije slag (v)  | 45e       | serie 3: 6de in 1.04,29    |
| Raphaelynne Lee      | 200m vrije slag (v)  | 40e       | serie 2: 6de in 2.20,76    |
| Karen Robertson      | 400m vrije slag (v)  | 34e       | serie 2: 7de in 5.03,90    |
| Raphaelynne Lee      | 100m rugslag (v)     | 33e       | serie 3: 7de in 1.14,66    |

Amerikaanse Maagdeneilanden · Andorra · Antigua en Barbuda · Argentinië · Australië · Bahama's · Barbados · België · Belize · Bermuda · Bolivia · Bondsrepubliek Duitsland · Brazilië · Bulgarije · Canada · Chili · Colombia · Costa Rica · Cuba · Denemarken · Dominicaanse Republiek · Duitse Democratische Republiek · Ecuador · Egypte · Fiji · Filipijnen · Finland · Frankrijk · Griekenland · Groot-Brittannië · Guatemala · Haïti · Honduras · Hongarije · Hongkong · Ierland · IJsland · India · Indonesië · Iran · Israël · Italië · Ivoorkust · Jamaica · Japan · Joegoslavië · Kaaimaneilanden · Kameroen · Koeweit · Libanon · Liechtenstein · Luxemburg · Maleisië · Marokko · Mexico · Monaco · Mongolië · Nederland · Nederlandse Antillen · Nepal · Nicaragua · Nieuw-Zeeland · Noord-Korea · Noorwegen · Oostenrijk · Pakistan · Panama · Papoea-Nieuw-Guinea · Paraguay · Peru · Polen · Portugal · Puerto Rico · Roemenië · San Marino · Saoedi-Arabië · Senegal · Singapore · Sovjet-Unie · Spanje · Suriname · Thailand · Trinidad en Tobago · Tsjecho-Slowakije · Tunesië · Turkije · Uruguay · Venezuela · Verenigde Staten · Zuid-Korea · Zweden · Zwitserland